# Зигфрид II фон Остербург
Зигфрид II фон Остербург или също Зигфрид II фон Остербург-Алтенхаузен (на немски: Siegfried von Osterburg; Siegfried II, Graf von Osterburg & Altenhausen; * пр. 1203/1207; † 1238 или сл. 1242/1243) от швабския род Велтхайм, е граф на Остербург в Алтмарк и Алтенхаузен в Саксония-Анхалт.

## Произход и наследство
Той е третият син на Албрехт фон Остербург-Велтхайм († 1207) и съпругата му Ода фон Артленбург, дъщеря на Зигфрид II фон Артленбург († сл. 1137) и Уда фон Хайнсберг (* ок. 1108). Брат е на неженените Вернер V фон Велтхайм († 1214) и Албрехт фон Велтхайм († сл. 1214).
Той прави дарения на манастири и църкви. Зигфрид II фон Остербург няма наследник и с него фамилията измира.

## Фамилия
Зигфрид II фон Остербург се жени пр. 1212 г. за София фон Вьолпе († сл. 1239), дъщеря на граф Бернхард II фон Вьолпе († 1221) и София фон Дасел († сл. 1215). Те имат четири деца:
- Вернер VI фон Велтхайм († сл. 1216)
- Зигфрид фон Велтхайм († сл. 1216)
- Ерменгардис фон Велтхайм, омъжена ок. 1190 /сл. 1214 г. за Лутхард II фон Майнерзен († сл. 1235), син на Дитрих I фон Майнерзен († сл. 1182) и съпругата му Луитгард фон Хаген
- София фон Велтхайм († пр. 1243), омъжена за граф Гоцмар фон Кирхберг († сл. 1227), син на граф Фридрих фон Кирхберг-Ротенбург († 1184) и съпругата му фон Цигенхайм